# آني راويردا
آني راويردا (1999-) هي شخصية إنترنت أمريكية وصحفية وممثلة كوميدية معروفة بـ عمق ويكيبيديا،وهي مجموعة من حسابات وسائل التواصل الاجتماعي التي تسلط الضوء على الحقائق من ويكيبيديا. تستضيف عروضًا منوعة وكوميدية تركز على ويكيبيديا استنادًا إلى الحسابات. تم اختيار راويردا كأفضل مساهم إعلامي لعام 2022، من قبل مؤسسة ويكيميديا ، وهي المنظمة غير الربحية التي تستضيف ويكيبيديا.
في يونيو 2023، حظيت راويردا باهتمام كبير على وسائل التواصل الاجتماعي لتنظيمها حساءً دائمًا في حديقة بروكلين.

## الحياة المبكرة والتعليم
ولدت آني راويردا في 27 نوفمبر 27، 1999، ونشأت في جراند رابيدز، ميشيغان. عندما كانت طفلة، التحقت بمدرسة غراند رابيدز المسيحية من رياض الأطفال حتى الصف الثاني عشر. قبل الالتحاق بالجامعة، أخذت راويردا سنة إجازة وعملت من خلال أميريكوربس كمعلمة العلوم والتكنولوجيا والهندسة والرياضيات في شيكاغو. بعد انتهاء عام الفجوة، التحقت بجامعة ميشيغان في عام 2019،  وتخرجت بدرجة البكالوريوس في علوم الأعصاب في عام 2022.

## ويكيبيديا
أصبحت راويردا مهتمة بويكيبيديا أثناء مشاركته في سباقات ويكي في المدرسة المتوسطة والثانوية. أثناء دراستها في السنة الثانية بجامعة ميشيغان أثناء عمليات الإغلاق بسبب فيروس كورونا المستجد، أنشأت راويردا أعماق ويكيبيديا ، وهي مجموعة من حسابات وسائل التواصل الاجتماعي التي تسلط الضوء على الحقائق من ويكيبيديا التي تعتبرها "غريبة ورائعة". تم إطلاق الحساب الأول على إنستغرام في أبريل 2020، وتم توسيعه منذ ذلك الحين إلى تيك توك وتويتر. تضم الحسابات مجتمعة ملايين المتابعين.
بالإضافة إلى حسابات عمق ويكيبيديا على وسائل التواصل الاجتماعي، تستضيف آني عروضًا كوميدية ومنوعة تركز على ويكيبيديا، وستقوم بجولة في عامي 2022 و2023. أقيمت أول مجموعة كوميدية شخصية لـ راويردا في يوليو 2021، وتوسعت إلى سلسلة من الجولات الكوميدية عبر البلاد. يتضمن عرضها عرض شرائح للقطات شاشة من ويكيبيديا، على غرار محتوى أعماق ويكيبيديا عبر الإنترنت، وتعليقات كوميدية.
في أغسطس 2022، تم اختيار راويردا كأفضل مساهم إعلامي لعام 2022 من قبل مؤسسة ويكيميديا ، وهي المنظمة غير الربحية التي تستضيف ويكيبيديا. في أكتوبر 2022، كتبت لمجلة سلايت عن مقالة ويكيبيديا حول الوفيات المشبوهة لرجال الأعمال الروس، مسلطة الضوء على فائدة الموسوعة كمصدر للمعلومات في المناطق التي تواجه الرقابة. اعتبارًا من 20 يوليو 2023 تعمل راويردا على تأليف كتاب عن التاريخ الثقافي لويكيبيديا.

## الطهي
في شهر يونيو في 7 فبراير 2023، بدأت راويردا في طهي حساء البطاطس والكراث النباتي في طنجرة بطيئة في شقتها. مستوحاة من مفهوم الحساء الدائم، تم الاحتفاظ بكمية معينة من الحساء بعد كل وجبة وتم تجديدها بمزيد من المرق والمكونات. قام راويردا في النهاية بتوسيع "ليالي الحساء" للجمهور، واستضاف تجمعات في الهواء الطلق في فيرمي بارك في بوشويك، بروكلين، حيث ساهم الناس في الحساء واستهلكوه. تم تشجيع المشاركين على إحضار مكونات نباتية، حيث ساهم حوالي 300 شخص في الحساء. تم طهي الحساء لمدة 60 يومًا، وانتهى في 6 أغسطس 2023.
جذبت هذه الأحداث اهتمامًا كبيرًا على وسائل التواصل الاجتماعي، فيما وصف بأنه " إحساس بالإنترنت " و"غضب شديد بين جيل زد". وثقت راويردا تقدم الحساء على تيك توك، حيث حصلت بعض المنشورات على ملايين المشاهدات.وقد حظيت الأحداث باهتمام إضافي من خلال موقع ويب يوثقها والذي قام راويردا بصيانته.

## الحياة الشخصية
تبنت راويردا قطة من مؤثرة إنستغرام كارولين كالواي في عام 2021. اعتبارًا من 13 يوليو 2023، تعيش راويردا في شقة في بروكلين ، نيويورك. 

## أعمال مختارة
- راويردا، آني (11 مايو 2021). "بيلي ماجيك والحماس الصريح للإنترنت للنقل العام". ميشيغان ديلي.

- راويردا، آني (14 يوليو 2021). "الكليات مُقيَّمة". ميشيغان ديلي.

- راويردا، آني (15 سبتمبر 2021). "النجوم، إنها مثلنا تمامًا: لماذا لا يزال علم التنجيم موجودًا". ميشيغان ديلي.

- راويردا، آني (21 أكتوبر 2022). "الأثرياء الروس يستمرون في الموت بطرق مريبة. ويكيبيديا تحتفظ بقائمة". سليت.

- راويردا، آني (18 يناير 2023). "إعادة تصميم ويكيبيديا بالكاد ملحوظة. هذه هي النقطة". سليت.

- راويردا، آني (12 أبريل 2023). "بحثًا عن الرجل الذي يتجاهل ويكيبيديا". منشق.